# ألان بولوك (لاعب اتحاد الرغبي)
ألان بولوك (بالإنجليزية: Alan Bulloch)‏ هو لاعب اتحاد الرغبي بريطاني، ولد في 7 يوليو 1977 في غلاسكو في المملكة المتحدة.